# 深海村
深海村（日语：／ Fukami mura */?）是日本統治下的樺太廳大泊郡的已不存在的一村，現在名為普里戈羅德諾耶。

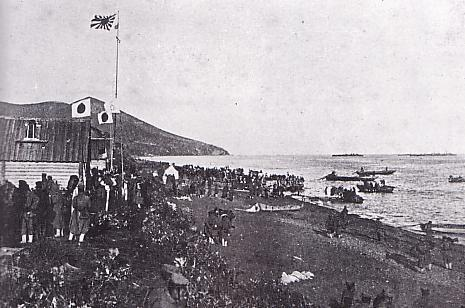
在库页岛登陆的日軍

發生在1905年7月的庫頁島之戰期間，日本軍在該村的女麗(めれい)首次登陸；其後建成登陸紀念碑。